# Jukesena
Jukesena је род слановодних морских шкољки из породице Veneridae, тзв, Венерине шкољке.

## Врстре
Према WoRMS
- Jukesena foveolata (Cooper & Preston, 1910)

## Синоними
- Acolus Jukes-Browne, 1913 (Invalid: junior homonym of Acolus Foerster, 1856 (Hymenoptera); Jukesena Iredale, 1915 is a replacement name)